# Chloé Chevalier
Chloé Chevalier (* 2. November 1995 in Saint-Martin-d’Hères) ist eine ehemalige französische Biathletin. Sie lief von 2019 bis 2023 im Weltcup und erreichte in dieser Zeit drei Staffelsiege, ein Einzelpodest und in der Saison 2022/23 den 16. Platz in der Gesamtwertung.

## Sportliche Laufbahn

### Jugend- und Juniorenbereich
Chevalier kam über ihre knapp drei Jahre ältere Schwester Anaïs in ihrer Kindheit zum Skilanglauf, trat dem Club Omnisports des Sept Laux bei (wo auch die Olympiasiegerin Marie Dorin-Habert ihre Laufbahn begann) und wechselte 2010 zum Biathlon. Mit 16 Jahren nahm sie an den Olympischen Jugend-Winterspielen 2012 in Innsbruck teil und gewann an der Seite von Léa Ducordeau, Fabien Claude und Aristide Bègue die Bronzemedaille mit der französischen Mixed-Staffel. Im Jugend- und Juniorenbereich startete sie von 2012 bis 2016 jeweils bei den Weltmeisterschaften ihrer Altersklasse. Dabei holte sie – neben mehreren Top-Ten-Platzierungen – 2015 in Minsk-Raubitschy den Titel mit der Staffel zusammen mit Julia Simon und Lena Arnaud sowie die Bronzemedaille im Sprint, zudem bei ihrer letzten Junioren-WM-Teilnahme 2016 eine weitere Bronzemedaille in der Verfolgung.

### B-Kader und erste Weltcupeinsätze
Zum Auftakt der Saison 2013/14 nahm Chevalier erstmals an zwei Sprintrennen des IBU-Cups teil. Bei ihrem Debüt belegte sie den 72. Rang, einen Tag später sammelte sie als 25. erste Punkte für die Gesamtwertung. Noch im gleichen Winter erreichte sie als Sprintzehnte von Obertilliach erstmals eine Top-Ten-Platzierung. In der Folge etablierte sie sich im französischen B-Kader und erhielt regelmäßige Einsätze im IBU-Cup. Nachdem sie dort in einem Einzelrennen das Podium erreicht hatte, wurde sie im Dezember 2015 (gemeinsam mit ihrer Schwester Anaïs, die bereits 2013 regelmäßig für die höchste Wettkampfserie berücksichtigt worden war, ihren Platz nach einer längeren Verletzungspause aber verloren hatte) erstmals für den Weltcup nominiert. Ihren zunächst einzigen Auftritt hatte sie auf der Pokljuka als 69. des Sprints.
Im Frühjahr 2016 nominierte der französische Skiverband Chevalier für den B-Kader, setzte sie aber gleichzeitig in das vorläufige Weltcupteam für den kommenden Winter. Sie trainierte damit in der Vorbereitung auf die Saison 2016/17 zusammen mit den Athletinnen der ersten Mannschaft, zu denen auch ihre Schwester zählte. Bei einem Sturz in einem IBU-Cup-Rennen verletzte sich Chevalier im November 2016 am Daumen und kam dadurch in Trainingsrückstand. Für Weltcupveranstaltungen wurde sie danach erst wieder im Winter 2017/18 berücksichtigt. Ihr bestes Einzelergebnis war dabei ein 20. Rang im 15-Kilometer-Rennen von Ruhpolding, mit dem sie ihre ersten Weltcuppunkte gewann. Am gleichen Wochenende wurde sie als dritte Läuferin der französischen Weltcupstaffel eingesetzt, die sie nach fehlerfreiem Schießen zwischenzeitlich anführte und auf Rang drei an Célia Aymonier übergab. Nach zwei Strafrunden von Aymonier fiel das Team auf den neunten Rang zurück. Zwei Wochen nach den Rennen von Ruhpolding errang Chevalier bei den Europameisterschaften 2018 (in Abwesenheit eines Großteils der Weltspitze) die Titel im 15-Kilometer-Einzel und in der Verfolgung, zudem holte sie im Sprint die Silbermedaille. 2020 holte sie eine weitere EM-Medaille mit Bronze im Supersprint.

### Etablierung im Weltcupteam
Nach dem Rücktritt Marie Dorin-Haberts 2018 und wegen der einjährigen Schwangerschaftspause von Anaïs Chevalier (nach ihrer Hochzeit: Chevalier-Bouchet) bestand der einsatzfähige französische A-Kader zum Saisonbeginn 2019/20 aus nur noch vier Athletinnen (Anaïs Bescond, Célia Aymonier, Julia Simon und Justine Braisaz). Chloé Chevalier, die im März 2019 ihr erstes Einzel-IBU-Cup-Rennen gewonnen hatte, erhielt neben Caroline Colombo einen der beiden verbliebenen Startplätze für den französischen Verband im Weltcup und etablierte sich in den folgenden Jahren in der ersten nationalen Auswahl.
Chevaliers Ergebnisse im Gesamtweltcup verbesserten sich stetig: 2019/20 beendete sie die Saison auf Position 53 des Klassements, 2022/23 auf Platz 16. Im Winter 2019/20 zählte sie mit einer Trefferquote von 86 Prozent zu den sichersten Schützinnen des Feldes, während ihre Laufzeiten nicht schneller als der Schnitt waren. In den folgenden Jahren verlagerte sich ihre Stärke hin zum Laufen. Im März 2020 erzielte Chevalier als Achte des Sprints in Kontiolahti ihr erstes Top-Ten-Ergebnis in einem Einzelweltcuprennen. Im Januar 2023 stand sie nach einem fehlerfreien Sprintrennen in Antholz als Zweite hinter Dorothea Wierer zum ersten Mal auf dem Podium. Angesichts ihrer zwar kontinuierlichen, aber im Vergleich zu einigen Konkurrentinnen langsamen Fortschritte sagte Chevalier im April 2023, dass ihre mangelnde Konstanz sie frustriere: Es falle ihr schwer, sich im entscheidenden Moment zu konzentrieren. Zudem habe sie etwa nach ihrem zweiten Platz in Antholz Probleme gehabt, sich wieder für das anschließende Verfolgungsrennen zu sammeln. Die Zusammenarbeit mit einer Psychologin helfe ihr aber, ihre Emotionen in den Griff zu bekommen und dadurch Stress zu vermeiden. Zu Beginn des Winters 2023/24 infizierte sich Chevalier mit Pfeiffer-Drüsenfieber. Sie wurde nach mehreren schwachen Ergebnissen in den ersten Weltcuprennen in den IBU-Cup zurückgestuft und zog sich Anfang Januar vorübergehend ganz aus dem Wettkampfgeschehen zurück. Im März 2024 trat sie wieder im IBU-Cup an und erreichte dort unter anderem einen zweiten Platz im Kurz-Einzel in Obertilliach.
Mehrmals wurde Chevalier an erster, zweiter oder dritter Position in den französischen Frauenstaffeln eingesetzt. An der Seite von Simon, Braisaz und Bescond stand sie im März 2020 in Nové Město na Moravě als Zweite zum ersten Mal auf dem Weltcuppodium. Knapp zwei Jahre später feierte sie in Ruhpolding unter anderem zusammen mit ihrer Schwester ihren ersten Weltcupsieg. Sie blieb in diesem Rennen ohne Schießfehler. Im Winter 2022/23 gewann Chevalier mit dem französischen Frauenquartett zwei weitere Staffelrennen.
Auf nationaler Ebene feierte Chevalier sowohl als Staffelläuferin als auch in Einzelrennen Erfolge: Den 2013 mit ihrer Schwester Anaïs und Marie Dorin-Habert errungenen Titel verteidigten die drei Vereinskameradinnen 2014 erfolgreich. 2022 gewann sie ihren ersten nationalen Titel im Massenstart im Erwachsenenbereich.

### Karriereende
Anfang Januar 2025 erklärte Chevalier überraschend mitten in der laufenden Saison ihr Karriereende als Biathletin.

## Statistiken

### Weltcupsiege
| Nr. | Datum         | Ort        | Disziplin |
| --- | ------------- | ---------- | --------- |
| 1.  | 14. Jan. 2022 | Ruhpolding | Staffel 1 |
| 2.  | 11. Dez. 2022 | Hochfilzen | Staffel 2 |
| 3.  | 22. Jan. 2023 | Antholz    | Staffel 2 |

### Weltcupplatzierungen
Die Tabelle zeigt alle Platzierungen (je nach Austragungsjahr einschließlich Olympische Spiele und Weltmeisterschaften).
- 1.–3. Platz: Anzahl der Podiumsplatzierungen
- Top 10: Anzahl der Platzierungen unter den ersten zehn (einschließlich Podium)
- Punkteränge: Anzahl der Platzierungen innerhalb der Punkteränge (einschließlich Podium und Top 10)
- Starts: Anzahl gelaufener Rennen in der jeweiligen Disziplin
- Staffel: inklusive Mixed- und Single-Mixed-Staffeln

| Platzierung | Einzel | Sprint | Verfolgung | Massenstart | Staffel | Gesamt |
| ----------- | ------ | ------ | ---------- | ----------- | ------- | ------ |
| 1. Platz    |        |        |            |             | 3       | 3      |
| 2. Platz    |        | 1      |            |             | 3       | 4      |
| 3. Platz    |        |        |            |             | 4       | 4      |
| Top 10      | 1      | 6      |            | 3           | 16      | 26     |
| Punkteränge | 7      | 24     | 20         | 8           | 16      | 75     |
| Starts      | 11     | 39     | 26         | 8           | 16      | 100    |

### Biathlon-Weltmeisterschaften
Ergebnisse bei den Weltmeisterschaften:
| Weltmeisterschaften | Weltmeisterschaften | Einzelwettbewerbe | Einzelwettbewerbe | Einzelwettbewerbe | Einzelwettbewerbe | Staffelwettbewerbe | Staffelwettbewerbe |
| Jahr                | Ort                 | Einzel            | Sprint            | Verfolgung        | Massenstart       | Frauenstaffel      | Mixedstaffel       |
| ------------------- | ------------------- | ----------------- | ----------------- | ----------------- | ----------------- | ------------------ | ------------------ |
| 2021                | Pokljuka            | –                 | –                 | –                 | –                 | 8.                 | –                  |
| 2023                | Oberhof             | 33.               | 15.               | 19.               | 13.               | 4.                 | –                  |